# Мінто-Одана
Мінто-Одана (англ. Minto-Odanah) — муніципалітет в Канаді, у провінції Манітоба.

## Населення
За даними перепису 2016 року, муніципалітет нараховував 1189 жителів, показавши зростання на 1%, порівняно з 2011-м роком. Середня густина населення становила 1,6 осіб/км².
З офіційних мов обидвома одночасно володіли 35 жителів, тільки англійською — 1 135, а 20 — жодною з них. Усього 265 осіб вважали рідною мовою не одну з офіційних, з них 5 — українську.
Працездатне населення становило 68,8% усього населення, рівень безробіття — 2,8% (0% серед чоловіків та 4,5% серед жінок). 74,1% були найманими працівниками, 25% — самозайнятими.
Середній дохід на особу становив $45 457 (медіана $36 864), при цьому для чоловіків — $58 408, а для жінок $29 782 (медіани — $43 136 та $29 120 відповідно).
32,5% мешканців мали закінчену шкільну освіту, не мали закінченої шкільної освіти — 24,2%, 43,9% мали післяшкільну освіту, з яких 15,9% мали диплом бакалавра, або вищий.
| Статево-вікова структура населення | Статево-вікова структура населення | Статево-вікова структура населення | Статево-вікова структура населення | Статево-вікова структура населення |
| ---------------------------------- | ---------------------------------- | ---------------------------------- | ---------------------------------- | ---------------------------------- |
|                                    |                                    |                                    |                                    |                                    |
| Всього                             | Всього                             | 52,1%47,9%                         |                                    |                                    |
| 0 — 14 років                       | 0 — 14 років                       |                                    | 22,1%                              | 22,1%                              |
| 15 — 64 років                      | 15 — 64 років                      |                                    | 61,3%                              | 61,3%                              |
| 65 і більше                        | 65 і більше                        |                                    | 16,7%                              | 16,7%                              |
| 85 і більше                        | 85 і більше                        |                                    | 0,8%                               | 0,8%                               |
| Середній вік (років)               | Середній вік (років)               | 40,039,8                           | 39,9                               | 39,9                               |
| Медіана (років)                    | Медіана (років)                    | 42,642,0                           | 42,2                               | 42,2                               |
| — чоловіки — жінки                 |                                    |                                    |                                    |                                    |

| Походження мешканців:     | Походження мешканців:     | Походження мешканців: | Походження мешканців: | Походження мешканців: |
| ------------------------- | ------------------------- | --------------------- | --------------------- | --------------------- |
| Походження                |                           |                       | осіб                  | %                     |
| Корінні американці        | Корінні американці        |                       | 65                    | 6.74%                 |
| Інше північноамериканське | Інше північноамериканське |                       | 230                   | 23.83%                |
| Європейське               | Європейське               |                       | 825                   | 85.49%                |
| британське                | британське                |                       | 530                   | 54.92%                |
| французьке                | французьке                |                       | 65                    | 6.74%                 |
| українське                | українське                |                       | 165                   | 17.1%                 |

| Зайнятість населення за галузями (за класифікацією NOC): | Зайнятість населення за галузями (за класифікацією NOC): | Зайнятість населення за галузями (за класифікацією NOC): | Зайнятість населення за галузями (за класифікацією NOC): | Зайнятість населення за галузями (за класифікацією NOC): |
| -------------------------------------------------------- | -------------------------------------------------------- | -------------------------------------------------------- | -------------------------------------------------------- | -------------------------------------------------------- |
|                                                          |                                                          |                                                          |                                                          |                                                          |
| Управління                                               | Управління                                               |                                                          | 25,2%                                                    | 25,2%                                                    |
| Бізнес, фінанси та адміністрування                       | Бізнес, фінанси та адміністрування                       |                                                          | 9,3%                                                     | 9,3%                                                     |
| Природничі та прикладні науки                            | Природничі та прикладні науки                            |                                                          | 4,7%                                                     | 4,7%                                                     |
| Охорона здоров'я                                         | Охорона здоров'я                                         |                                                          | 7,5%                                                     | 7,5%                                                     |
| Освіта, правозахист, муніципальні та урядові служби      | Освіта, правозахист, муніципальні та урядові служби      |                                                          | 5,6%                                                     | 5,6%                                                     |
| Роздрібна торгівля та послуги                            | Роздрібна торгівля та послуги                            |                                                          | 15%                                                      | 15%                                                      |
| Гуртова торгівля, транспорт та обладнання                | Гуртова торгівля, транспорт та обладнання                |                                                          | 25,2%                                                    | 25,2%                                                    |
| Природні ресурси, сільське господарство                  | Природні ресурси, сільське господарство                  |                                                          | 5,6%                                                     | 5,6%                                                     |
| Виробництво                                              | Виробництво                                              |                                                          | 3,7%                                                     | 3,7%                                                     |

## Населені пункти
До складу муніципалітету входить містечко Міннедоса, а також хутори, інші малі населені пункти та розосереджені поселення.

## Клімат
Середня річна температура становить 1,6°C, середня максимальна – 22,3°C, а середня мінімальна – -24,8°C. Середня річна кількість опадів – 467 мм.
| Клімат поселення                              | Клімат поселення | Клімат поселення | Клімат поселення | Клімат поселення | Клімат поселення | Клімат поселення | Клімат поселення | Клімат поселення | Клімат поселення | Клімат поселення | Клімат поселення | Клімат поселення | Клімат поселення |
| Показник                                      | Січ.             | Лют.             | Бер.             | Квіт.            | Трав.            | Черв.            | Лип.             | Серп.            | Вер.             | Жовт.            | Лист.            | Груд.            |                  |
| Середній максимум, °C                         | −11,84           | −7,66            | −1,36            | 8,31             | 16,59            | 22,26            | 22,29            | 21,59            | 16,31            | 9,45             | −0,53            | −9,36            |                  |
| Середня температура, °C                       | −18,31           | −14,14           | −7,84            | 1,84             | 10,14            | 15,80            | 17,60            | 16,90            | 11,63            | 4,75             | −5,2             | −14,06           |                  |
| Середній мінімум, °C                          | −24,78           | −20,6            | −14,3            | −4,64            | 3,64             | 9,30             | 12,90            | 12,22            | 6,94             | 0,07             | −9,91            | −18,74           |                  |
| Норма опадів, мм                              | 21               | 15               | 22               | 31               | 48               | 75               | 75               | 63               | 49               | 29               | 19               | 20               |                  |
| Середньомісячна швидкість вітру, м/с          | 4.00             | 4.00             | 4.10             | 4.30             | 4.50             | 4.00             | 3.50             | 3.60             | 4.00             | 4.30             | 4.10             | 4.00             |                  |
| Середньомісячна сонячна радіація, кДж/м²·день | 4131             | 7516             | 12760            | 16960            | 20174            | 21357            | 21942            | 18585            | 12901            | 7751             | 4087             | 3166             |                  |
| --------------------------------------------- | ---------------- | ---------------- | ---------------- | ---------------- | ---------------- | ---------------- | ---------------- | ---------------- | ---------------- | ---------------- | ---------------- | ---------------- | ---------------- |
| Джерело:                                      |                  |                  |                  |                  |                  |                  |                  |                  |                  |                  |                  |                  |                  |